# Lambiek
Galerie Lambiek és una botiga holandesa de còmics i galeria d'art a Amsterdam, fundada el 8 de novembre de 1968 per Kees Kousemaker, tot i que des del 2007 el seu fill Boris Kousemaker n'és el propietari. Del 1968 al 2015 es va ubicar a la Kerkstraat, però el novembre del 2015 la botiga es va traslladar a la Koningsstraat 27. A partir del 2018, Lambiek és la botiga de còmics més antiga d'Europa i la més antiga a tot el món encara existent.
El lloc web Lambiek és un dels recursos de més recorregut sobre còmics i dibuixants d'Internet. El lloc web ofereix una botiga web per a còmics, eComics i art original, així com una pàgina de notícies amb articles d'interès per als aficionats al còmic i exposicions d'art en línia. El vaixell insígnia del lloc és la Comiclopedia, un compendi il·lustrat de més de 13.800 artistes còmics internacionals i diversos articles de la història del còmic de determinades nacions, revistes i gèneres.
El nom "Lambiek" es va originar com una mala escriptura del nom del personatge de còmics Lambik, de la popular sèrie de còmics Suske & Wiske creada per l'artista belga Willy Vandersteen. El logotip de la botiga és una imatge de l'àlbum de Suske en Wiske Prinses Zagemeel. "Lambiek" és en realitat l'ortografia holandesa correcta de la cervesa Làmbic en què es basa el nom del personatge.
La botiga ha celebrat exposicions d'art i signatures de llibres de creadors de còmics, entre les quals Gilbert Shelton, Will Eisner, Libinoire Tanino, Joost Swarte, Peter Pontiac, Don Lawrence, André Franquin, Robert Crumb, Lorenzo Mattotti, Charles Burns, Daniel Clowes, Jim Woodring, Chris Ware, Judith Vanistendael, Marc Bell, Jillian Tamaki i Mariko Tamaki, David Collier, Glen Baxter, Jaromír Švejdík, Scott McCloud, Dave Cooper, Turtel Onli i Derf Backderf. La botiga i el lloc web d'informació tenen un fort enfocament en còmics underground, novel·les gràfiques i còmics autobiogràfics. Les exposicions poden ser lucratives o sense ànim de lucre, segons el tema de l'exposició.

## Història
Kees Kousemaker (1942-2010) va ser un expert holandès en còmic, nascut a Steenbergen, Països Baixos. Va començar a tenir protagonisme quan va obrir Lambiek el novembre de 1968, la primera botiga especialitzada en còmics a Europa i la segona més antiga a tot el món després de la companyia de còmics de San Francisco de Gary Arlington, que es va constituir a principis del mateix mes d'abril, segons el lloc web Lambiek. De fet, se sap que una botiga de còmics encara més antiga va obrir les portes el maig del 1967, al canadenc Memory Lane Books, radicat a Toronto de George Henderson (una continuació de la llibreria Viking que ja havia obert en un altre lloc a la primavera de 1966), convertint Lambiek en la tercera botiga més antiga. Les tres botigues tenien un fort focus en el còmic underground. Donat que Memory Lane Books ja no existia des de la dècada de 1980 i, amb el tancament de la botiga d'Arlington seguit per la seva aplicació el 2002, Lambiek es va convertir en el magatzem de còmics més antic que encara existeix.
Com a resultat de les seves exposicions i atenció al treball primerenc de joves dibuixants com Peter Pontiac i Joost Swarte, va establir col·laboracions i amistats amb molts artistes holandesos i internacionals, com Will Eisner. El 1986 Lambiek va establir la seva famosa galeria, on van poder anar molts artistes del còmic i fer exposicions mediàtiques de la seva obra. La primera exposició va girar al voltant de la revista RAW i va ser coorganitzada per Joost Swarte. Kousemaker també va publicar llibres sobre la cultura de còmic holandesa, com Strip voor Strip (1970) i Stripleksikon der Lage Landen (1979). També va ser el responsable d'una edició especial en jiddisch d'A Contract with God de Will Eisner (1984), que va ser presentat a la premsa en presència del mateix Eisner.
Kees Kousemaker també va ser l'instigador de Stripheldenbuurt a Almere, un districte on tots els noms dels carrers van rebre el nom de famosos dibuixants i personatges de còmics. L'11 de maig de 2006 va ser cavaller a l'Ordre d'Orange-Nassau. Des del 2007, el fill de Kousemaker, Boris Kousemaker, es va convertir en el propietari de la botiga, després d'un breu interludi entre el 2005-2006, quan va ocupar el càrrec Bas van der Zee.
Kees Kousemaker va morir el 27 d'abril de 2010. Una altra cara coneguda a la botiga va ser Klaas Knol, que va treballar com a empleat al taulell des de mitjan anys vuitanta fins al 2017, va morir el 12 de juliol de 2019.

## Lloc web de Lambiek

### Història
Tot i que lambiek.net és el nom de domini principal de la botiga, Lambiek va iniciar un lloc web www.lambiek.com el 1994 quan Kees va començar a emmagatzemar informació històrica sobre còmics en línia. Durant els anys 90 i 2000 el lloc va mantenir el seu disseny blau original, fins a la mort de Kousemaker el 2010. A partir de l'agost de 2012, el fill de Kees Kousemaker, Boris, va ordenar un refer completament el lloc, convertint tota la informació existent en bases de dades.

### Comiclopedia
La Comiclopedia és una enciclopèdia en línia que inclou informació i il·lustracions biogràfiques, imatges d'historietes, portades d'àlbums, retrats de fotogrames i memòries sobre artistes de còmics individuals pel nom de la seva signatura. Tots els artistes estan alfabetitzats i es poden cercar per nom o per nacionalitat. L'èmfasi es fa principalment en artistes de còmics, encara que també hi figuren humoristes gràfics, caricaturistes, animadors, il·lustradors o personatges famosos que abans van dibuixar còmics. Els visitants poden enviar suggeriments per a nous noms, addicions o correccions. A partir del 2018 més de 13.700 noms tenen una pàgina. El 1999-2005, Kousemaker, Margreet de Heer i Bas Schuddeboom van fer tota la recerca i van escriure els articles a la Comiclopedia. El 2005 De Heer va marxar, convertint Kousemaker i Schuddeboom en els principals investigadors i escriptors fins a la mort de Kousemaker el 2010. Schuddeboom va continuar sol durant cinc anys, fins que Kjell Knudde es va convertir en el seu co-investigador i escriptor a partir del 2015.

### Seccions d'història dels còmics
La secció d'història també inclou un examen en profunditat del còmic búlgar, investigat i escrit per Vladimir Nedialkov, amb complements de Stiliana Thepileva. El lloc també ofereix una visió general històrica de les revistes de còmics Spirou, Tintin, Pif Gadget, Pilote i Wimmen's Comix.
Lambiek també inclou articles separats sobre el Comics Code, Frederic Wertham, artistes de còmics Disney arreu del món, artistes de Rolf Kauka, còmics eròtics, còmic underground i webcòmics. També hi ha una columna per a còmics no identificats on els propietaris del lloc sol·liciten ajuda als visitants per a la identificació dels artistes anònims o per proporcionar més informació i/o il·lustracions biogràfiques sobre aquests.

## Premis
- Kousemaker i la seva botiga van guanyar el 1979 Zilveren Dolfijn.[40]
- Kousemaker va rebre el premi Will Eisner Spirit of Comics al minorista en 1995.[41]
- El 9-10 d'octubre de 1999, Kousemaker va guanyar el premi anual P. Hans Frankfurther.[42]
- La International Webmasters Association va concedir a Lambiek el Golden Web Award dues vegades, el 2002-2002 i el 2002-2003.
- El 2006 Kousemaker va rebre el premi de la medalla d'Orange-Nassau dels Països Baixos per la seva dedicació especial a la història dels còmics.[43][15]
- L'empleat de llarga durada Klaas Knol va guanyar el premi Hal Foster 2010 pel seu servei a la botiga.[27][13]
- El 8 de febrer de 2020 es va anunciar que Bas Schuddeboom i Kjell Knudde, editors del lloc web de l'enciclopèdia còmica Comiclopedia, connectats a Lambiek, guanyaven el premi anual P. Hans Frankfurther.[44][45]